# Dieta paleolítica

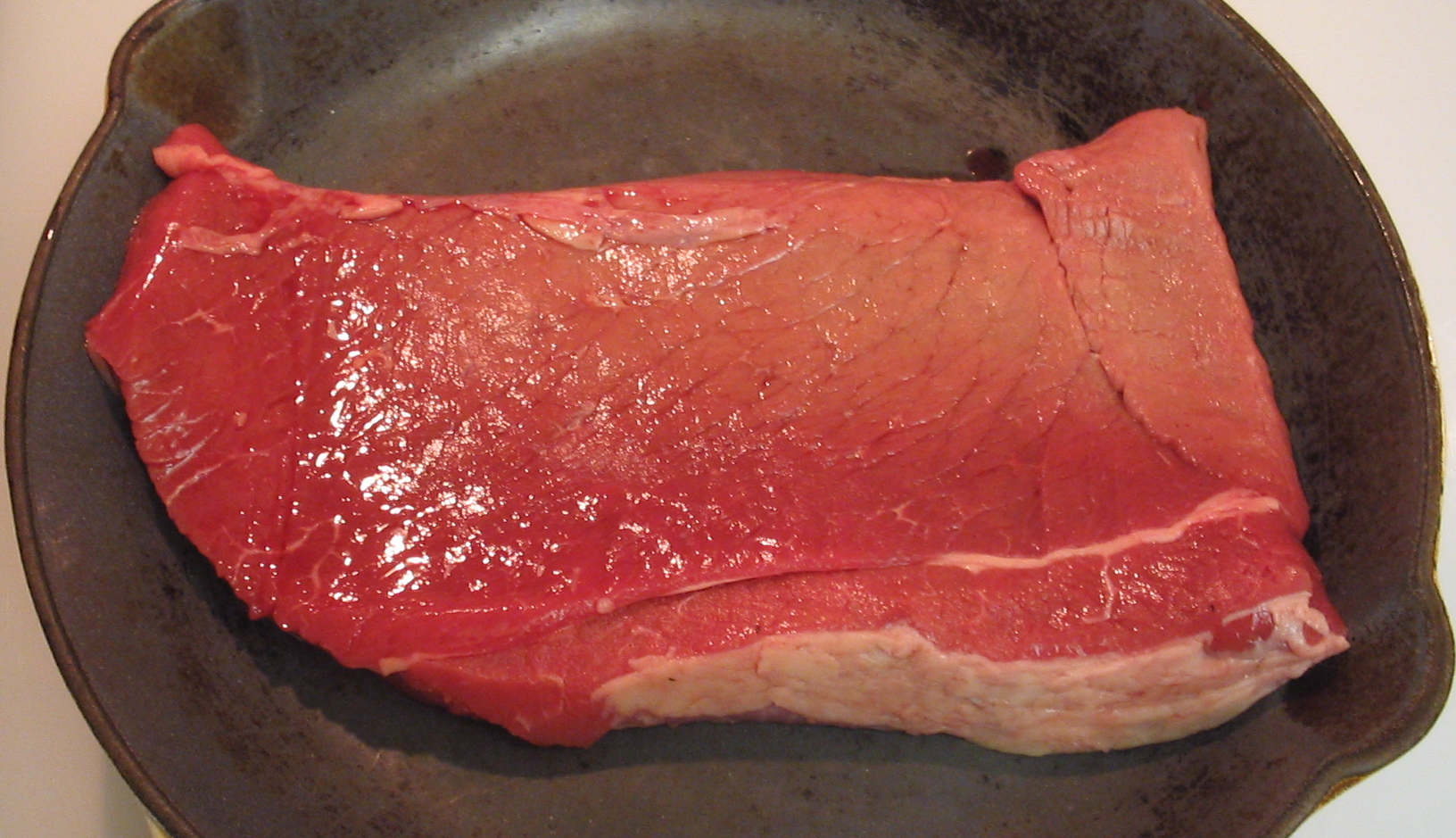
La dieta paleolítica es conocida como la dieta del hombre de las cavernas, se compone por carne, pescado, frutas, verduras, frutos secos y raíces

El moderno régimen dietético conocido como dieta paleolítica  también conocido como dieta del hombre de las cavernas, dieta de la edad de piedra o dieta de los cazadores-recolectores, es un plan nutricional basado en la supuesta dieta de plantas silvestres y animales salvajes que fueron consumidos por los humanos del período Paleolítico (período que duró 2,5 millones de años y que terminó con el desarrollo de la agricultura hace unos 10 000 años).
La dieta se centra en el uso de los alimentos supuestamente disponibles antes de la revolución neolítica y se compone principalmente de carne, pescado, frutas, verduras, frutos secos y raíces, mientras que excluye cereales, legumbres, productos lácteos, sal, alcohol, azúcares refinados y aceites procesados.
Fue popularizada por el gastroenterólogo Walter L. Voegtlin en los años 70 y ha sido adaptada por numerosos autores. Se basa en la premisa de que los seres humanos actuales están adaptados genéticamente a la dieta de sus antepasados del paleolítico. La validez de dicha afirmación es puesta en duda por la comunidad científica, ya que el ser humano ha evolucionado para ser un consumidor flexible.
Muchas personas con enfermedad inflamatoria intestinal o trastornos gastrointestinales funcionales, como el síndrome del intestino irritable, emplean esta dieta u otras similares (como la dieta baja en carbohidratos o la dieta baja en FODMAP) para aliviar sus molestias digestivas. Se la ha asociado con un mejor control de la glucosa, reducción de indicadores de riesgo coronario, reducción de riesgo de adenomas colorrectales y con efectividad para la pérdida de grasa dado su poder de saciedad. Cabe mencionar que la dieta paleolítica actual no es  propiamente una dieta baja en carbohidratos o hiperproteíca, no implica reducir los carbohidratos como una dieta cetógenica o un consumo alto de carnes, dado que solo hace restricción de alimentos. Además, el consumo de carbohidratos en el paleolítico variaba según la zona geográfica.
Puesto que se suprime o reduce el consumo de gluten, el alivio de los síntomas con esta dieta puede indicar la presencia de una sensibilidad al gluten no celíaca o de una enfermedad celíaca no reconocida y podría impedir o enmascarar su diagnóstico y correcto tratamiento, que es una dieta sin gluten de manera estricta y mantenida de por vida. Sin el tratamiento adecuado, la enfermedad celíaca puede provocar complicaciones de salud muy graves, entre las que cabe señalar diversos tipos de cáncer (tanto del aparato digestivo, con un incremento del riesgo del 60%, como de otros órganos), trastornos neurológicos y psiquiátricos, otras enfermedades autoinmunes y osteoporosis.

## Historia
El gastroenterólogo Walter L. Voegtlin fue uno de los primeros en sugerir que una dieta similar a la de la era Paleolítica mejoraría la salud de una persona. En 1975 publicó un libro en donde sostenía que los seres humanos son animales carnívoros y que la ancestral dieta del Paleolítico era la de los carnívoros, compuesta principalmente por las grasas y proteínas, tan sólo con pequeñas cantidades de hidratos de carbono. Las recetas dietéticas de Voegtlin se basaron en tratamientos médicos ideados por él mismo sobre los diversos problemas digestivos.